# Sven-Olov Carlsson
Sven-Olov Axel Carlsson, född 16 april 1952 i Filipstad, var under åren 2009-2018 president för World Federation Against Drugs (WFAD). Under åren 1977–1981 var han förbundsordförande i Ungdomens Nykterhetsförbund och under åren 1995-2009 var han förbundsordförande för IOGT-NTO. Innan sina 14 år på ordförandeposten var han vice ordförande i 12 år och har därmed avverkat 26 år i IOGT-NTO:s förbundsstyrelse. Sven-Olov Carlsson var också president för IOGT International (idag Movendi International) under åren 2002-2014.
Sven-Olov Carlsson var styrelseordförande i Sörmlands Sparbank med säte i Katrineholm under åren 2009-2016.
Han har även varit kommundirektör i Flens kommun och dessförinnan kommunchef i Munkfors.